# Olympische Sommerspiele 1976/Teilnehmer (Brasilien)
| Gelbes Symbol für Goldmedaillen mit stilisierten Olympischen Ringen | Graues Symbol für Silbermedaillen mit stilisierten Olympischen Ringen | Braundes Symbol für Bronzemedaillen mit stilisierten Olympischen Ringen |
| ------------------------------------------------------------------- | --------------------------------------------------------------------- | ----------------------------------------------------------------------- |
| —                                                                   | —                                                                     | 2                                                                       |

Brasilien nahm an den Olympischen Sommerspielen 1976 in Montreal mit einer Delegation von 79 Athleten (72 Männer und 7 Frauen) an 48 Wettkämpfen in zwölf Sportarten teil. 
Die brasilianischen Sportler gewannen zwei Bronzemedaillen. Der Leichtathlet João Carlos de Oliveira wurde im Dreisprung ebenso Dritter wie die Segler Reinaldo Conrad und Peter Ficker im Flying Dutchman. João Carlos de Oliveira war auch Fahnenträger bei der Eröffnungsfeier.

## Teilnehmer nach Sportarten

### Boxen
- Antônio Toledo Filho
Fliegengewicht: in der 1. Runde ausgeschieden

- Raimundo Alves
Federgewicht: in der 1. Runde ausgeschieden

- Francisco de Jesus
Halbweltergewicht: im Achtelfinale ausgeschieden

- Fernando Martins
Mittelgewicht: im Viertelfinale ausgeschieden

### Fechten
Männer
- Arthur Ribeiro
Degen: 38. Platz

### Fußball
- 4. Platz
Carlos
Rosemiro
Tecão
Edinho
Júnior
Alberto Leguelé
Marinho
Batista
Eudes
Erivelto
Santos
Mauro Cabeção
Júlio César
Chico Fraga
Jarbas
Edval
Zé Carlos

### Gewichtheben
- Paulo de Sene
Bantamgewicht: 16. Platz

### Judo
- Roberto Machusso
Halbmittelgewicht: in der 2. Runde ausgeschieden

- Carlos Motta
Mittelgewicht: in der 2. Runde ausgeschieden

- Carlos Pacheco
Halbschwergewicht: im Achtelfinale ausgeschieden

### Leichtathletik
Männer
- Rui da Silva
100 m: im Halbfinale ausgeschieden
200 m: 5. Platz

- Delmo da Silva
400 m: im Halbfinale ausgeschieden

- Irajá Cecy
Hochsprung: ohne gültigen Versuch

- João Carlos de Oliveira
Weitsprung: 5. Platz
Dreisprung: Bronze

- Nélson Prudêncio
Dreisprung: 14. Platz

Frauen
- Esmeralda García
100 m: im Viertelfinale ausgeschieden

- Silvina Pereira da Silva
200 m: im Vorlauf ausgeschieden
Weitsprung: 16. Platz

- Maria Luiza Betioli
Hochsprung: 25. Platz

### Rudern
- Gilberto Gerhardt
Doppel-Zweier: 13. Platz

- Sérgio Sztancsa
Doppel-Zweier: 13. Platz

- Guilherme Campos
Zweier ohne Steuermann: im Viertelfinale ausgeschieden

- Raúl Bagattini
Zweier ohne Steuermann: im Viertelfinale ausgeschieden

- Atalibio Magioni
Zweier mit Steuermann: 10. Platz

- Wandir Kuntze
Zweier mit Steuermann: 10. Platz

- Nilton Alonço
Zweier mit Steuermann: 10. Platz

### Schießen
- Delival Nobre
Schnellfeuerpistole 25 m: 41. Platz

- Bertino de Souza
Freie Pistole 50 m: 9. Platz

- Paulo Lamego
Freie Pistole 50 m: 29. Platz

- Durval Guimarães
Kleinkalibergewehr liegend 50 m: 9. Platz

- Waldemar Capucci
Kleinkalibergewehr liegend 50 m: 60. Platz

- Marcos José Olsen
Trap: 11. Platz

- Athos Pisoni
Skeet: 22. Platz

- Romeu Luchiari Filho
Skeet: 30. Platz

### Schwimmen
Männer
- Paul Jovanneau
100 m Freistil: im Vorlauf ausgeschieden
100 m Rücken: im Halbfinale ausgeschieden

- Djan Madruga
400 m Freistil: 4. Platz
1500 m Freistil: 4. Platz

- Rômulo Arantes Filho
100 m Rücken: im Halbfinale ausgeschieden
200 m Rücken: im Vorlauf ausgeschieden
100 m Schmetterling: im Vorlauf ausgeschieden

- José Sylvio Fiolo
100 m Brust: im Halbfinale ausgeschieden

- Sérgio Ribeiro
100 m Brust: im Halbfinale ausgeschieden
200 m Brust: im Vorlauf ausgeschieden

Frauen
- Maria Guimarães
400 m Freistil: im Vorlauf ausgeschieden
800 m Freistil: im Vorlauf ausgeschieden

- Cristina Teixeira
100 m Brust: im Vorlauf ausgeschieden
200 m Brust: im Vorlauf ausgeschieden

- Flavia Nadalutti
100 m Schmetterling: im Vorlauf ausgeschieden

- Rosemary Ribeiro
100 m Schmetterling: im Vorlauf ausgeschieden
200 m Schmetterling: im Vorlauf ausgeschieden

### Segeln
- Claudio Biekarck
Finn-Dinghy: 4. Platz

- Marco Paradeda
470er-Jolle: 11. Platz

- Luiz Aydos
470er-Jolle: 11. Platz

- Reinaldo Conrad
Flying Dutchman: Bronze

- Peter Ficker
Flying Dutchman: Bronze

- Gastão Brun
Soling: 10. Platz

- Vicente Brun
Soling: 10. Platz

- Andreas Wengert
Soling: 10. Platz

### Volleyball
Männer
- 7. Platz
Bebeto de Freitas
Sérgio Danilas
Alexandre Abeid
Elói de Oliveira
Antônio Carlos Moreno
Bernard Rajzman
William Carvalho da Silva
Alexandre Kalache
Jean Luc Rosat
Fernando Ávila
Paulo Peterle
José Roberto Guimarães

### Wasserspringen
Männer
- Milton Braga
10 m Turmspringen: 21. Platz